# Raymond Passat
Raymond Passat (Gannat, 28 de desembre de 1913 - Montluçon, 16 de juny del 1988) va ser un ciclista francès que fou professional entre 1936 i 1941. En el seu palmarès destaquen dues victòries d'etapa al Tour de França, el 1937 i 1939.

## Palmarès
- 1935
  - 1r a la París-Rouen 1936
  - 1r a la París-Contres
- 1937
  - Vencedor d'una etapa al Tour de França
- 1939
  - Vencedor d'una etapa al Tour de França

### Resultats al Tour de França
- 1936. 36è de la classificació general
- 1937. 12è de la classificació general. Vencedor d'una etapa
- 1938. 22è de la classificació general
- 1939. 12è de la classificació general. Vencedor d'una etapa